# Woodhead Reservoir
Woodhead Reservoir är en reservoar i Storbritannien.   Den ligger i riksdelen England, i den centrala delen av landet, 250 km nordväst om huvudstaden London. Woodhead Reservoir ligger 466 meter över havet.  I omgivningarna runt Woodhead Reservoir växer i huvudsak blandskog.